# Викторовка (Суджанский район)
Ви́кторовка — деревня в Суджанском районе Курской области России. Входит в состав Малолокнянского сельсовета.

## География
Деревня находится в юго-западной части Курской области, в пределах Обоянской гряды, в юго-западной части Среднерусской возвышенности, в лесостепной зоне, на правом берегу реки Малая Локня, на расстоянии примерно 13 км (по прямой) к северо-западу от города Суджа, административного центра района. Абсолютная высота — 150 м над уровнем моря.
Климат
Климат характеризуется как умеренно континентальный, с тёплым летом и умеренно холодной зимой. Среднегодовая температура — 5,9 °C. Средняя температура воздуха самого тёплого месяца (июля) — 19,6 °C (абсолютный максимум — 39 °C); самого холодного (января) — −7,9 °C (абсолютный минимум — −37 °C). Безморозный период длится в течение 155 дней. Среднегодовое количество атмосферных осадков составляет 639 мм.
Часовой пояс
Деревня Викторовка, как и вся Курская область, находится в часовой зоне МСК (московское время). Смещение применяемого времени относительно UTC составляет +3:00.

## Население
| 2002 | 2010 |
| ---- | ---- |
| 117  | ↘108 |

Половой состав
По данным Всероссийской переписи населения 2010 года, в половой структуре населения мужчины составляли 45,4 %, женщины — соответственно 54,6 %.
Национальный состав
Согласно результатам переписи 2002 года, в национальной структуре населения русские составляли 96 %.

## Инфраструктура
Личное подсобное хозяйство. В деревне 49 домов.

## Транспорт
Деревня находится в 1,5 км от автодороги регионального значения 38К-024 (Льгов — Суджа), na автодорогe межмуниципального значения 38Н-449 (38К-030 — Новоивановка — 38К-024), в 0,5 км от автодороги 38Н-451 (38Н-449 — Старая Сорочина), в 2 км от автодороги 38Н-754 (38Н-451 — Новая Сорочина), в 0,2 км от автодороги 38Н-775 (38Н-449 — Никольский), в 1,5 км от ближайшей ж/д станции Локинская (линия Льгов I — Подкосылев).
В 124 км от аэропорта имени В. Г. Шухова (недалеко от Белгорода).